# Igelsjön (Västra Tunhems socken, Västergötland)
Igelsjön är en sjö i Vänersborgs kommun i Västergötland och ingår i Göta älvs huvudavrinningsområde. Sjöns area är 0,03 kvadratkilometer och den är belägen 133 meter över havet.